# Владимировка (Новгород-Северский район)
Владимировка (укр. Володимирівка) — село в Новгород-Северском районе Черниговской области Украины. Население — 81 человек. Занимает площадь 0,44 км².
Почтовый индекс: 16041. Телефонный код: +380 8–04658.

## Власть
Орган местного самоуправления — Печенюговский сельский совет. Почтовый адрес: 16040, Черниговская обл., Новгород-Северский р-н, с. Печенюги, ул. Центральная, 73а.